# Ĝeneva UEA
Ĝeneva UEA (in italiano UEA di Ginevra) è stata la denominazione dell'Associazione universale esperanto durante lo scisma del movimento esperantista, iniziato nel 1936 e causato dalla perdita da parte dell'UEA dell'appoggio di quasi tutte le associazioni esperantiste nazionali e della maggior parte dei membri. Questo provocò il distaccamento dall'UEA di quella che sarebbe poi divenuta l'Internacia Esperanto-Ligo, con la quale l'UEA, divenuta Ĝeneva UEA, si contese il ruolo di maggiore associazione esperantista internazionale fino alla loro riunificazione, avvenuta nel 1947.   

## Storia
Nel marzo del 1936 nell'UEA sorse una disputa per la sede: la minoranza riteneva che questa rimanesse a Ginevra, mentre il direttivo voleva traslocare a Londra, senza tener conto dello statuto. Il tribunale di Ginevra, che ricevette i relativi reclami, sentenziò a favore della minoranza. Tuttavia per la contrarietà  dei "protestanti ginevrini" il presidente Louis Bastien rinunciò alla guida dell'UEA e diede le dimissioni. Da quel momento tutte le associazioni nazionali e la maggior parte dei membri della precedente UEA entrarono a far parte della nuova Internacia Esperanto-Ligo, la cui sede era a Heronsgate vicino a Londra. 
Inizialmente la Ĝeneva UEA fu retta da un comitato provvisorio; si dovrà aspettare fino al dicembre 1938 per vedere un comitato regolare e il luglio 1939 per un direttivo. Durante la seconda guerra mondiale ci fu ancora qualche cambiamento (fatto irregolarmente) nella composizione del direttivo e del comitato. 
Il primo presidente della Ĝeneva UEA fu Karl Max Liniger, prima delegato a Berlino, seguito a partire dal 1941 da Hans Hermann Kürsteiner, anche lui svizzero. Nell'ultima lista dei componenti del direttivo del 1946, si trovano, invece, solo svizzeri.   
Dopo la seconda guerra mondiale Hans Jakob iniziò a collaborare con l'IEL finché, nel 1947, le due associazioni si fusero con il vecchio nome di Associazione universale esperanto.